# عبد الله بن أبي ربيعة
عبد الله بن أبي ربيعة بن المغيرة القرشيّ المخزوميّ، يُكْنَى أبا عبد الرّحمن، وقيل: أبا شهاب، وكان اسمه في الجاهليّة بجيرا، وقيل: بَحِيرًا، وفيه يقول ابن الزَّبعري.

## نسبه
- هو: عبد الله بن أبي ربيعة بن المغيرة بن عبد الله بن عُمَر المخزومي القرشي.
- أمه هي: أسماء بنت مخربة بن جندل بن أُبَير النهشلية التميمية.[2]

## أبناؤه
وَلَدَ عبدُ الله بن أَبِي رَبِيعَةَ: عبد الرحمن بن عبد الله بن أبي ربيعة وأمّهُ ليلى بنت عُطارد بن حاجب، والحارث بن عبد الله بن أبي ربيعة، وعَمْرَةَ وأُمَّ حَكِيم وأمهما رَيْحانة بنت أَبْرهة بن الصباح، وفاطمةَ وأُمَّ الجُلاَس لِأُ مٍّ لَمْ تُسَمّ لنا، والمغيرة، وعمر بن عبد الله بن أبي ربيعة، وقيل: عمر لأم ولد الشّاعر المشهور، ووالد الحارث لأم ولد عامل ابن الزّبير على البصرة، الذي سماه أهلُ البصرةِ القبَاع، وكان فاضلًا خلاف أخيه.
قال أَبو عَوْن: لما كان من أمر عمرو بن العاص وعمارة بن الوليد بن المغيرة ما كان بأرض الحبشة وصنع النجاشي بعُمَارة ما صنع، وأمر السواحر فنفخن في إحليله فخرج بها هاربًا مع الوحش، فلم يزل بأرض الحبشة حتى كانت خلافة عمر بن الخطاب، فخرج إليه عبد الله بن أبي ربيعة، فرصده على ماء بأرض الحبشة كان يرده مع الوحش، فأقبل في حُمر من حُمر الوحش لِيَردَ معها، فلما وَجَدَ رِيحَ الإنس هرب حتى إذا أَجْهَدَهُ العَطشُ وَرَدَ فَشَرِبَ حتى تَمَلأَ، وخرجوا في طلبه، قال عبد الله بن أبي ربيعة: فسبقت فالتزمته، فجعل يقول: يا بَحِير يا بَحِير أرسِلني إني أموت إن أمسكوني، قال عبد الله: وضبطته في يدي فمات مكانه، فواريته ثم انصرفت، وكان شَعره قد غطى كل شيء منه.
قالت ربيع بنت معوذ: كان عمر بن الخطاب قد استعمل عبد الله بن أبي ربيعة على اليمن، فكان يبعث إلى أمه بعطر من اليمن، فكانت تبيعه إلى الأُعْطِِيَة فكنا نشترى منها. قال عمر لأهل الشورى: إن اختلفتم دخل عليكم معاوية بن أبي سفيان من الشام، وبعده عبد الله بن أبي ربيعة من اليمن، فلا يريان لكم فضلًا إلا بسابقتكم، وقال عمر أيضًا: إن هذا الأمر لا يصلح للطُّلَقَاء ولا لأبناء الطُّلَقَاء، فإن اختلفتم فلا تظنوا أن عبد الله بن أبي ربيعة عنكم غافلًا. قال عبد الله بن أبي ربيعة: أَدْخِلوني معكم في الشورى فإني لا أنفسُ على أحدٍ خيرًا ساقه الله إليه ولا يعدمكم مني رأي، فقالوا: لا تَدخل معنا، قال: فاسمعوا مني، قالوا: قُل ما شئت، قال: إن بَايَعتم لعليّ سمعنا وَعَصَينا وإن بايَعتم لعثمان سمعنا وأطَعنا، والله ما يتشابهان، فاتق الله يا بن عوف.
كان عبدُ الله من أشرافِ قريش في الجاهليّة، وكان من أحسنِ قريش وجْهًا، وهو الذي بعثته قريش مع عمرو بن العاص إلى النّجاشي في مطالبة أصحابِ رسول الله صَلَّى الله عليه وسلم الذين كانوا عنده بأرضِ الحبشة. وقال بعض أهل العلم بالخبر والنّسب: إنه الذي استجار يوم الفتح بأم هانئ بنت أبي طالب، وكان مع الحارث بن هشام، وأراد عليّ قتلهما، فمنعته منهما أم هانئ، ثم أتت النبيَّ صَلَّى الله عليه وسلم فأخبرته بذلك، فقال: «قَدْ أَجَرْنَا مَنْ أَجْرْتِ». ذَكَرَ صَاحِبُ «التَّارِيخ المظفريّ» أنه تفضَّل على الزِّبْرِقان بن بَدْر بمائه الذي يقال له ثِنْيان فجلاه عنه، فشكاه لعُمر، فقال الزبرقان: ألا أمنع ما حفرت! فقال عمر: لئن منعتَ ماءك من ابن السبيل لا تساكنني بنجد أبدًا. يُعَدُّ في أهلِ المدينة، ومخرج حديثه عنهم. ويقولون: إنه لم يَرْوِ عنه غير ابنه إبراهيم. رَوَى البُخَارِيُّ والنسائي، والبغوي، عن عبد الله بن أبي ربيعة، أن رسول الله صَلَّى الله عليه وسلم استسلفه مالًا ببضعة عشر ألفًا ـــ يعني لما فتح مكة؛ فلما رجع يوم حنين قال: «ادْعُوا ِلي ابنَ أبِي رَبِيعَة». فقال له: «خُذْ ما أسْلَفْتَ، بَارَكَ الله لَكَ فِي مَالِك وَوَلَدِكَ؛ إنما جَزَاءُ السَّلفِ الحمدُ وَالْوَفَاءُ».أخْرَجَ هذا الحديث وقال أبو حاتم: إنه مرسل.

## إسلامه
أسلم يوم فتح مكة، فسماه رسول الله صَلَّى الله عليه وسلم عبد الله، أخرجه ابن منده.
ذكر الزبير: أَنَّ رسول الله صَلَّى الله عليه وسلم ولَّى عبد الله بن أبي ربيعة الْجَنَد ومخالفيها، فلم يزل واليًا عليها حتى قتل عمر. وولى عمر على اليمن ــ صنعاء والْجَند ــ عبد الله بن أبي ربيعة، ثم ولي عثمان فولاّه ذلك أيضًا، فلما حُصِر عثمان جاء لينصرَه، فلقيه صَفْوَان بن أُمية؛ وصَفْوان على فَرَس عربي وعبد الله بن أبي ربيعة على بغلة؛ فَدَنا منها الفَرَس فجاءت فطرَحَت ابن أبي ربيعة فكُسِرَ فخذه، فقدم مكة بعد الصدر، فأمر بسرير فوضع له في المسجد، ثم حمل فوضع على سريره، فقال: أيها الناس، مَن خَرج في طلب دَمِ عثمان فَعَلَيَّ جهازُه، فَجَهَّزَ ناسًا كثيرًا وحملهم ولم يستطع الخروج إلى الجَمَلِ لِمَا كَانَ بِرِجْلِه، ثم فمات.